# Prima Categoria Piemonte-Valle d'Aosta 1963-1964
Il campionato di calcio di Prima Categoria 1963-1964 è stato il V livello del campionato italiano. A carattere regionale, fu il quinto campionato dilettantistico con questo nome dopo la riforma voluta da Zauli del 1958.
Questi sono i gironi organizzati per le regioni Piemonte e Valle d'Aosta dal Comitato Regionale Piemontese.

## Girone A

### Squadre partecipanti
| Squadra                  | Città (provincia)     | Stagione precedente |
| ------------------------ | --------------------- | ------------------- |
| U.S. Alicese             | Alice Castello (VC)   |                     |
| U.S. Aosta               | Aosta                 |                     |
| G.S. Arona               | Arona (NO)            |                     |
| A.S. Borgosesia          | Borgosesia (VC)       |                     |
| A.S. Cossatese           | Cossato (VC)          |                     |
| A.C. Galliate            | Galliate (NO)         |                     |
| A.S. Juventus Domo       | Domodossola (NO)      |                     |
| A.S. Nuova Verbania      | Verbania (NO)         |                     |
| Oleggio Sportiva         | Oleggio (NO)          |                     |
| A.S. Omegna              | Omegna (NO)           |                     |
| U.S. Ponzone             | Trivero (VC)          |                     |
| U.S. Serravallese        | Serravalle Sesia (VC) |                     |
| A.S. Sunese              | Suno (NO)             |                     |
| U.S. Trinese             | Trino Vercellese (VC) |                     |
| G.S. Verres              | Verres (AO)           |                     |
| A.S. Virtus Villadossola | Villadossola (NO)     |                     |

### Classifica finale
|  | Pos. | Squadra             | Pt | G  | V  | N  | P  | GF | GS | DR  |
|  | ---- | ------------------- | -- | -- | -- | -- | -- | -- | -- | --- |
|  | 1.   | Nuova Verbania      | 47 | 30 | 21 | 5  | 4  | 51 | 16 | +35 |
|  | 2.   | Cossatese           | 43 | 30 | 17 | 9  | 4  | 65 | 22 | +43 |
|  | 3.   | Ponzone             | 41 | 30 | 16 | 9  | 5  | 52 | 27 | +25 |
|  | 4.   | Arona               | 40 | 30 | 17 | 6  | 7  | 61 | 30 | +31 |
|  | 4.   | Sunese              | 40 | 30 | 16 | 8  | 6  | 52 | 34 | +18 |
|  | 6.   | Borgosesia          | 36 | 30 | 12 | 12 | 6  | 41 | 27 | +14 |
|  | 7.   | Aosta               | 35 | 30 | 14 | 7  | 9  | 39 | 27 | +12 |
|  | 8.   | Trinese             | 29 | 30 | 11 | 7  | 12 | 45 | 46 | -1  |
|  | 9.   | Omegna              | 28 | 30 | 10 | 8  | 12 | 37 | 43 | -6  |
|  | 10.  | Galliate            | 26 | 30 | 8  | 10 | 12 | 32 | 36 | -4  |
|  | 10.  | Serravallese        | 26 | 30 | 9  | 8  | 13 | 44 | 53 | -9  |
|  | 12.  | Oleggio             | 25 | 30 | 7  | 11 | 12 | 29 | 50 | -21 |
|  | 13.  | Juventus Domo       | 24 | 30 | 9  | 6  | 15 | 37 | 52 | -15 |
|  | 14.  | Verres              | 18 | 30 | 4  | 10 | 16 | 21 | 58 | -37 |
|  | 15.  | Virtus Villadossola | 16 | 30 | 4  | 8  | 18 | 22 | 44 | -22 |
|  | 16.  | Alicese             | 6  | 30 | 1  | 4  | 25 | 20 | 83 | -63 |

Legenda:
      Ammesso allo spareggio.
      Retrocesso in Seconda Categoria.
Regolamento:
Due punti a vittoria, uno a pareggio, zero a sconfitta.
Pari merito in caso di pari punti.

## Girone B

### Squadre partecipanti
| Squadra                         | Città (provincia)          | Stagione precedente |
| ------------------------------- | -------------------------- | ------------------- |
| U.S. Albese                     | Alba (CN)                  |                     |
| A.S. Bacigalupo                 | Torino                     |                     |
| A.S. Carassonese                | Carassone di Mondovì (CN)  |                     |
| A.S. Cenisia                    | Torino                     |                     |
| G.S. Cinzano                    | Santa Vittoria d'Alba (CN) |                     |
| A.C. Cuneo                      | Cuneo                      |                     |
| Derthona F.B.C.                 | Tortona (AL)               |                     |
| U.S. Ferriere                   | Avigliana (TO)             |                     |
| U.S. Fossanese                  | Fossano (CN)               |                     |
| U.S. Gassino                    | Gassino Torinese (TO)      |                     |
| U.S. Pianelli & Traversa Rivoli | Rivoli (TO)                |                     |
| A.C. Saluzzo                    | Saluzzo (CN)               |                     |
| U.S. San Mauro                  | San Mauro Torinese (TO)    |                     |
| G.S. S.N.I.A. Viscosa           | Venaria Reale (TO)         |                     |
| U.S. Strambinese                | Strambino (TO)             |                     |
| U.S. Valenzana                  | Valenza (AL)               |                     |

### Classifica finale
|  | Pos. | Squadra                    | Pt | G  | V  | N  | P  | GF | GS | DR  |
|  | ---- | -------------------------- | -- | -- | -- | -- | -- | -- | -- | --- |
|  | 1.   | Cuneo                      | 46 | 30 | 20 | 6  | 4  | 49 | 19 | +30 |
|  | 2.   | Derthona                   | 45 | 30 | 20 | 5  | 5  | 68 | 16 | +52 |
|  | 2.   | Pianelli & Traversa Rivoli | 45 | 30 | 19 | 7  | 4  | 55 | 24 | +31 |
|  | 4.   | Carassonese                | 41 | 30 | 16 | 9  | 5  | 35 | 14 | +21 |
|  | 5.   | SNIA Viscosa               | 34 | 30 | 14 | 6  | 10 | 46 | 39 | +7  |
|  | 6.   | Cinzano                    | 32 | 30 | 13 | 6  | 11 | 43 | 36 | +7  |
|  | 7.   | Saluzzo                    | 29 | 30 | 11 | 7  | 12 | 37 | 37 | 0   |
|  | 7.   | Fossanese                  | 29 | 30 | 11 | 7  | 12 | 36 | 39 | -3  |
|  | 9.   | Valenzana (-2)             | 27 | 30 | 11 | 7  | 12 | 44 | 44 | 0   |
|  | 10.  | Cenisia                    | 26 | 30 | 9  | 8  | 13 | 41 | 43 | -2  |
|  | 10.  | Strambinese                | 26 | 30 | 9  | 8  | 13 | 30 | 41 | -11 |
|  | 12.  | Albese                     | 23 | 30 | 6  | 11 | 13 | 33 | 53 | -20 |
|  | 13.  | San Mauro                  | 22 | 30 | 7  | 8  | 15 | 24 | 48 | -24 |
|  | 14.  | Ferriere                   | 21 | 30 | 7  | 7  | 16 | 36 | 52 | -16 |
|  | 15.  | Gassino                    | 16 | 30 | 5  | 6  | 19 | 28 | 61 | -33 |
|  | 15.  | Bacigalupo                 | 16 | 30 | 6  | 4  | 20 | 24 | 63 | -39 |

Legenda:
      Ammesso allo spareggio.
  Retrocesso e in seguito riammesso.
      Retrocesso in Seconda Categoria.
Regolamento:
Due punti a vittoria, uno a pareggio, zero a sconfitta.
Pari merito in caso di pari punti.
Note:
Valenzana 2 punti di penalizzazione al termine del Campionato.

## Finali per il titolo e la promozione
|          | Risultati |          | Luogo e data            |
| -------- | --------- | -------- | ----------------------- |
| Verbania | 0 - 1     | Cuneo    | Verbania, 7 giugno 1964 |
| Cuneo    | 2 - 1     | Verbania | Cuneo, 14 giugno 1964   |
|          |           |          |                         |

- Il Cuneo è promosso in Serie D 1964-1965 e campione piemontese di Prima Categoria.

### Libri
- Annuario F.I.G.C. 1963-64, Roma (1964) conservato presso tutti i Comitati Regionali F.I.G.C.-L.N.D., la Lega Nazionale Professionisti e la Biblioteca Nazionale Centrale di Firenze.

### Libri di società sportive
- Pier Giorgio Maggiora, Il primi cento anni della Valenzana.

### Giornali
- Archivio della Gazzetta dello Sport, anni 1963 e 1964, consultabile presso le Biblioteche:
  - Biblioteca Nazionale Braidense di Milano;
  - Biblioteca Nazionale Centrale di Firenze;
  - Biblioteca Nazionale Centrale di Roma;
  - Biblioteca Civica Berio di Genova;
  - e presso Emeroteca del C.O.N.I. di Roma (non è online ma è da consultare in sede).